# Vanyola
Vanyola ist eine Gemeinde im Kreis Pápa im Komitat Veszprém. Zur Gemeinde gehören die Ortsteile Pápanyögér und Alsószalmavár. Die Einwohnerzahl beträgt ungefähr 530 (Stand 2014) auf einer Fläche von 19,51 km².

## Lage
Vanyola liegt ungefähr 12 Kilometer nordöstlich der Stadt Pápa. Nachbargemeinden sind Csót und  Lovászpatona.

## Geschichte
Der Name Vanyola wurde 1222 erstmals in einem Brief der Abtei Pannonhalma urkundlich erwähnt. Zur Zeit der Türkenherrschaft war das Gebiet zeitweise unbewohnt. Im 18. Jahrhundert lebte die Bevölkerung von Landwirtschaft und Weinbau. Der größte Teil der Siedlung ist Ackerfläche, es gibt ein paar kleinere Weinberge und etwas Wald.

## Söhne und Töchter der Gemeinde
- Péter Vajda (1808–1846), Dichter

## Infrastruktur
Vor Ort gibt es eine Post, einen Kindergarten, eine Schule, das Bürgermeisteramt und einen praktischen Arzt. Weit sichtbar stehen im Ort eine römisch-katholische und eine evangelisch-lutherische Kirche. Der Sportverein Vanyola Sportegyesület betreibt einen Fußballplatz. Die Bürgermeisterin der Gemeinde ist zurzeit Rita Varga (Stand 2018).

## Sehenswürdigkeiten
- Alte Kellergasse im Weingarten
- Evangelische Kirche
  - In der Kirche befindet sich eine Weltkriegsgedenktafel (I. világháborús emléktábla), erschaffen 1928 von Géza Schneider
- Péter-Vajda-Büste, erschaffen 1962 von István Tar
- Péter-Vajda-Museum in seinem Geburtshaus
- Römisch-katholische Kirche Bűnbánó Magdolna, im Barockstil erbaut 1737, mehrfach umgebaut und erweitert
- Römisch-katholische Kirche Szent István király, erbaut im Zopfstil, im Ortsteil Pápanyögér
- Weltkriegsdenkmal (I. világháborús emlékmű), erschaffen 1941

## Verkehr
Durch Vanyola führt die Landstraße Nr. 8306. Es bestehen Busverbindungen nach Pápa und Győr. Der nächstgelegene Bahnhof befindet sich in Pápa.

## Bilder

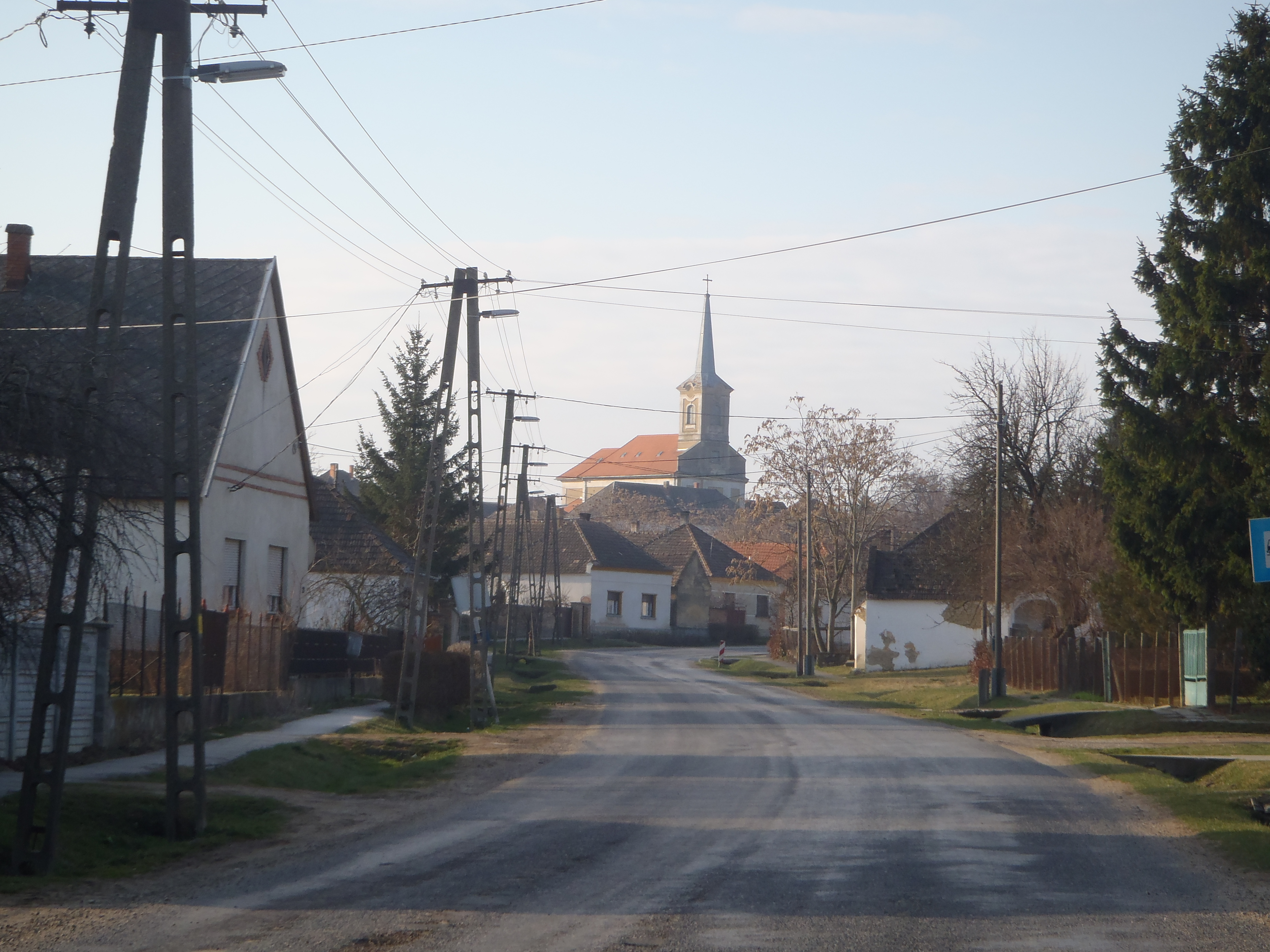
Vanyola mit der röm.-kath. Kirche Bűnbánó Magdolna
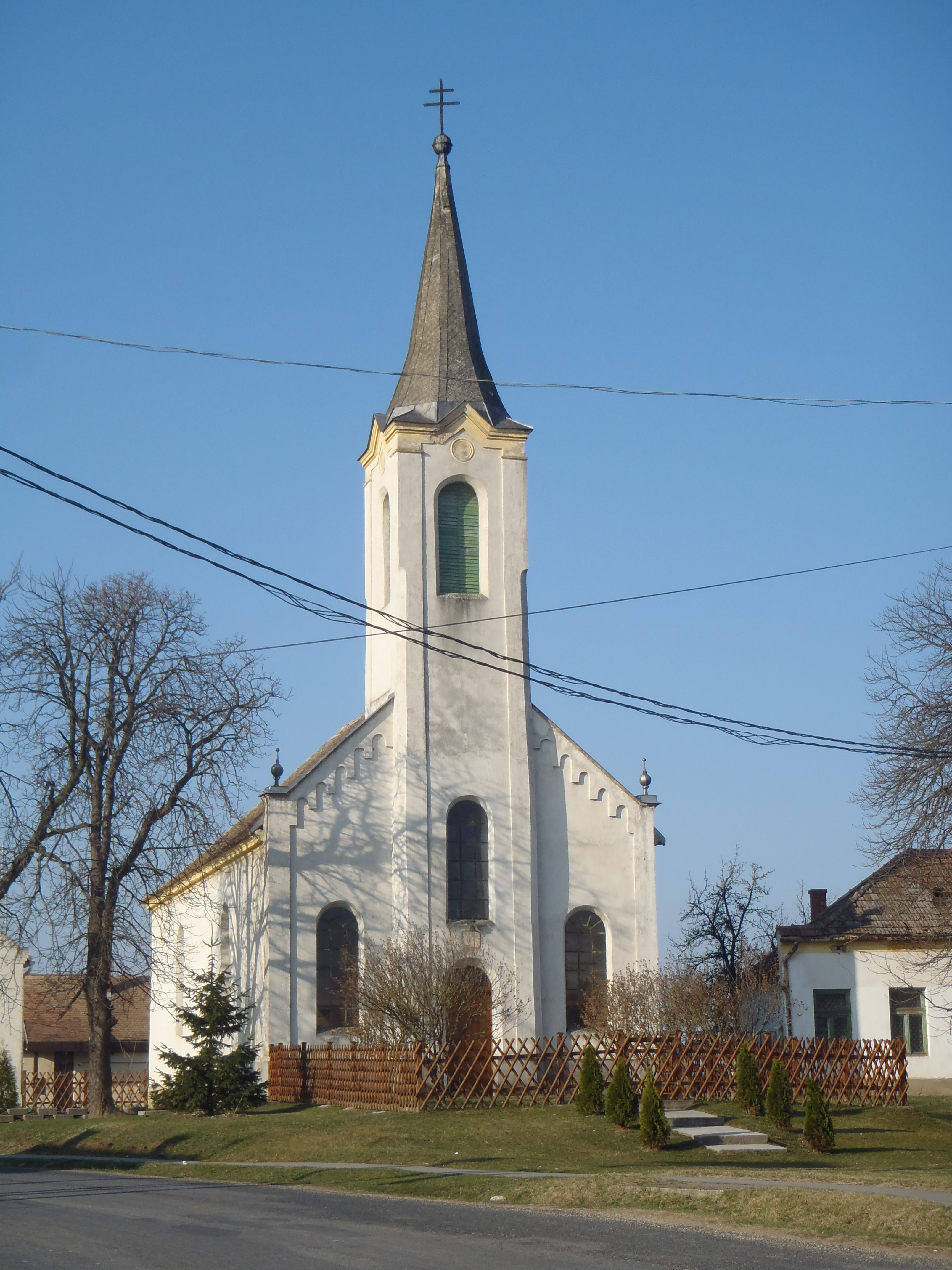
Evangelische Kirche
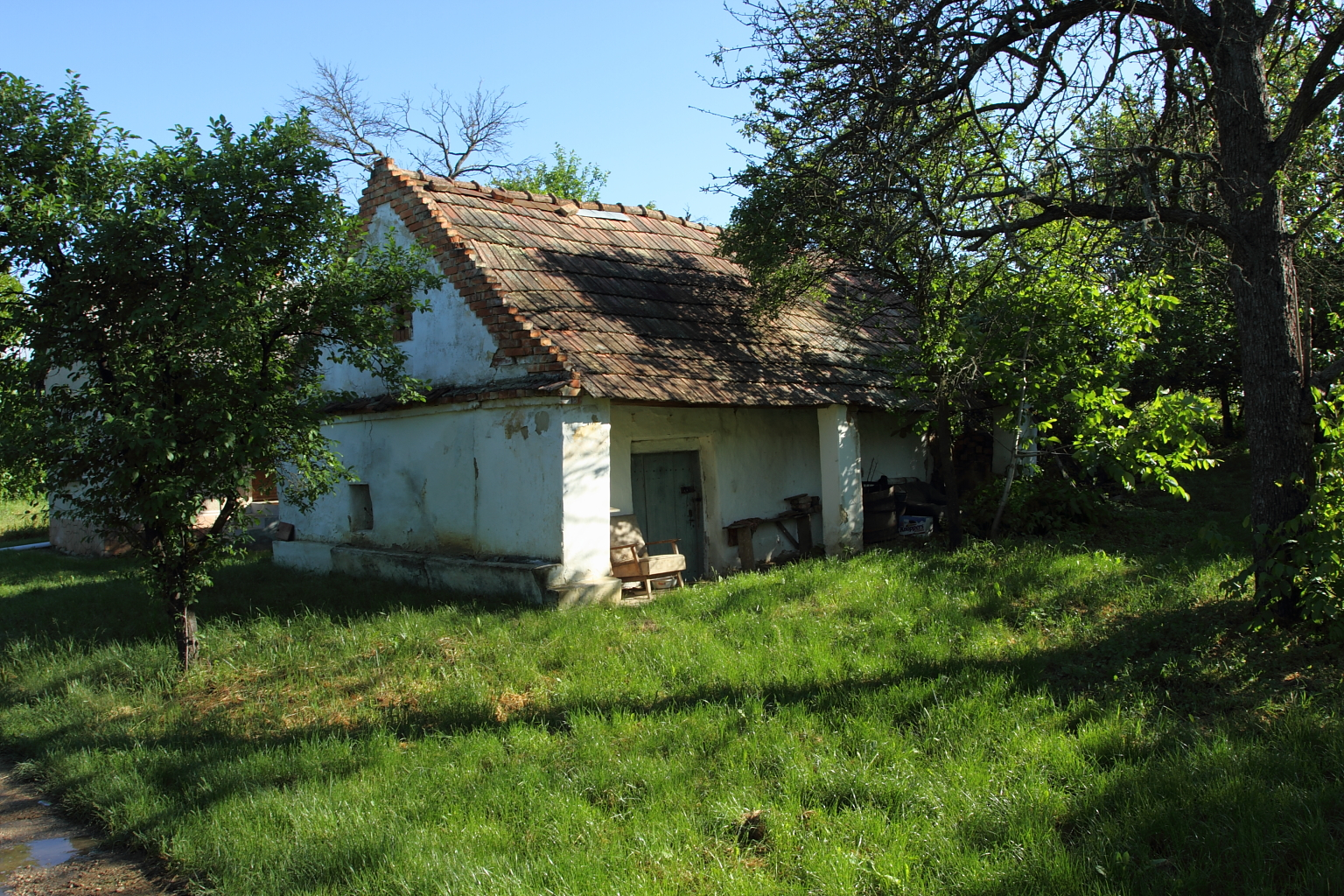
Alter Weinkeller
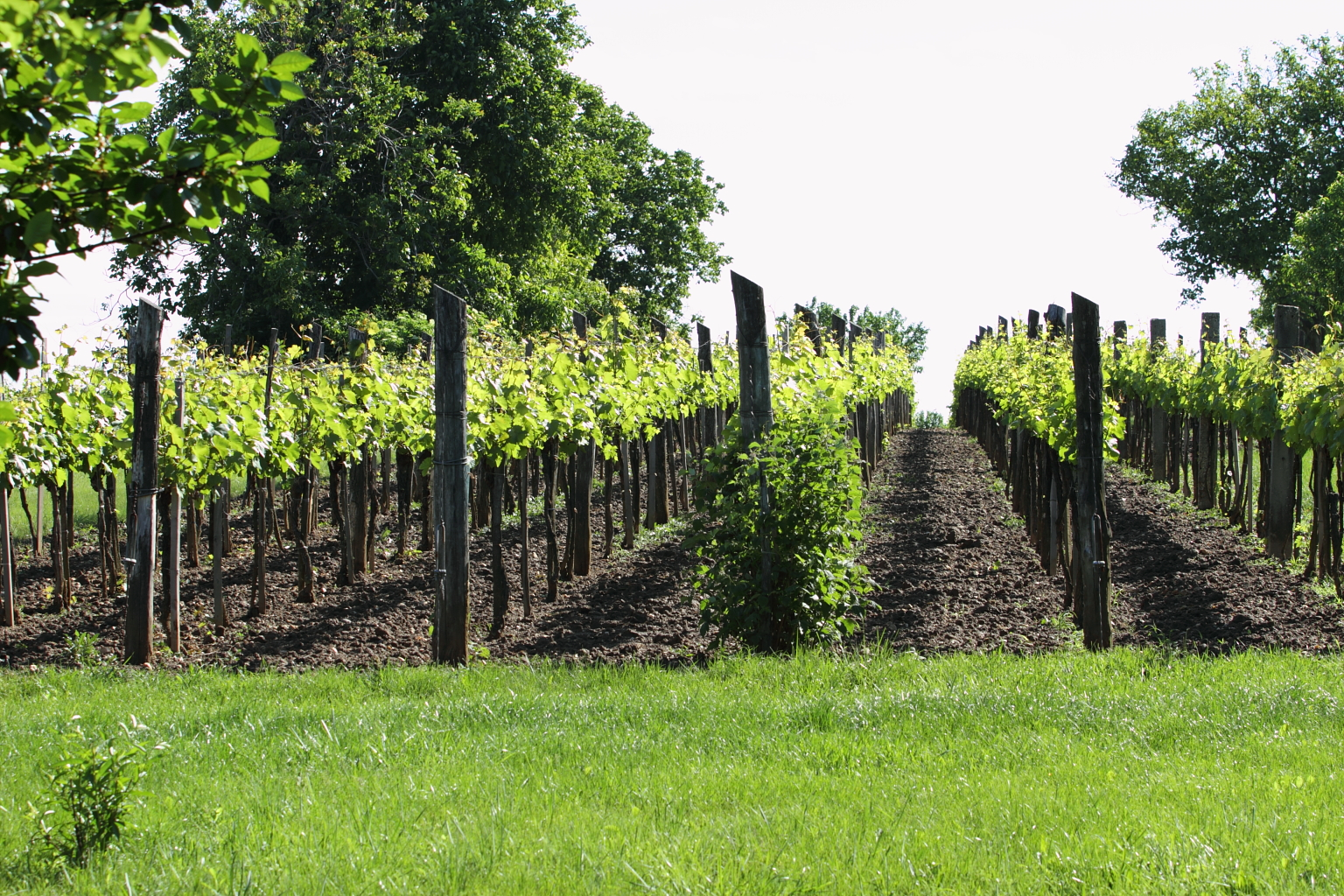
Weinbau bei Vanyola
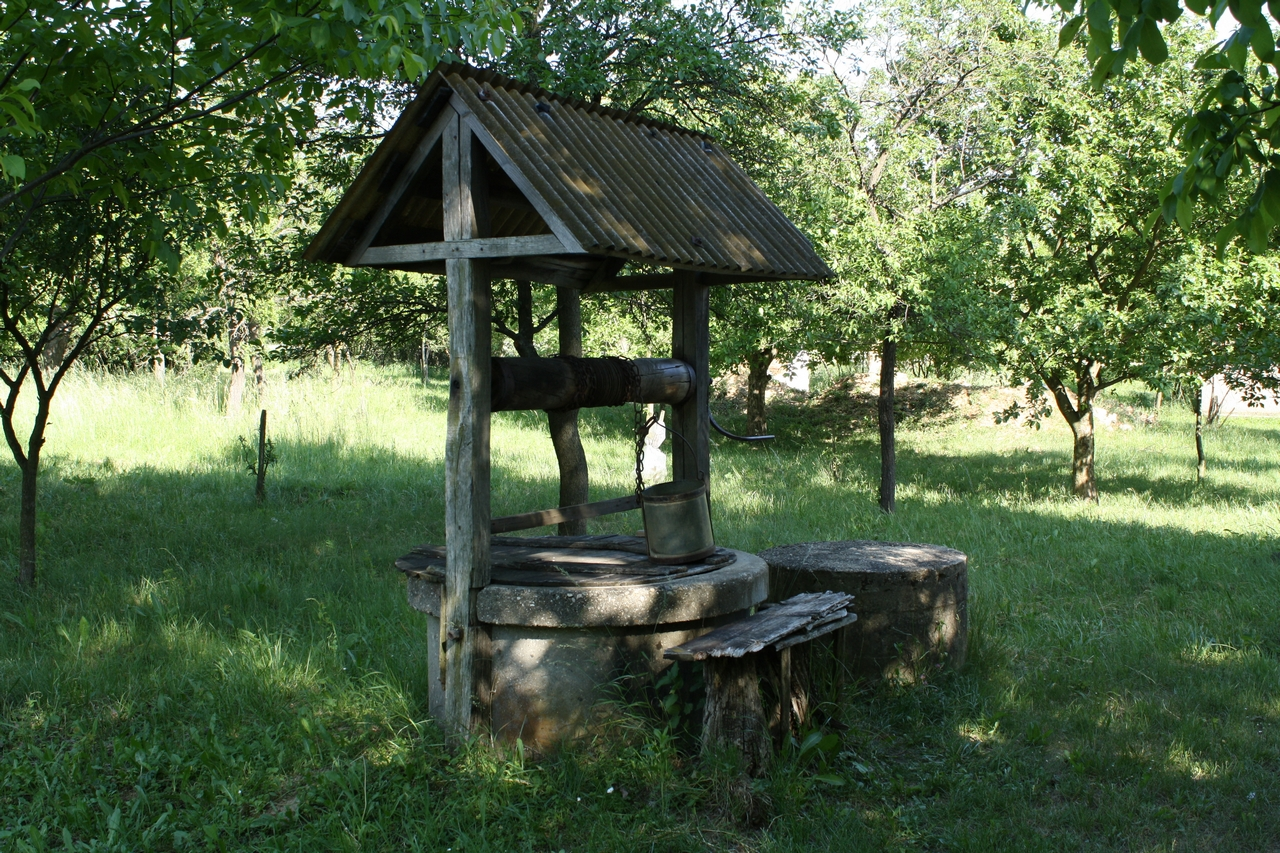
Brunnen am Weinberg